# Bomspotting
Bomspotting is een campagne tegen kernwapens van de Belgische organisatie Vredesactie. Het belangrijkste en bekendste element van deze campagne zijn de zogenaamde burgerinspecties op de luchtmachtbasis van Kleine Brogel: actievoerders betreden het militaire domein en gaan op zoek naar de daar aanwezige kernkoppen. Bij deze actie van burgerlijke ongehoorzaamheid wordt, zo wordt geredeneerd, een (klein) misdrijf gepleegd (betreden van een militair domein) om een groter te voorkomen.
De bomspotting-campagne was succesvol. In een korte periode werd de thematiek van de kernwapens opnieuw op de politieke en maatschappelijke agenda gezet. De campagne had ook een grote mobilisatiekracht: bij de grootste bomspotting-actie in 2002 betraden 2000 actievoerders het domein van Kleine Brogel. Ook verschillende politici namen aan de acties deel. Een belangrijk resultaat van de campagne is de goedkeuring (in 2005) door het Belgisch parlement van een resolutie die de terugtrekking vraagt van de Amerikaans kernwapens op Belgisch grondgebied. Die resolutie blijft echter tot op vandaag dode letter. 
Samen met de trainstopping acties naar aanleiding van de Amerikaanse inval in Irak, vormt deze campagne de directe aanleiding tot de campagne NATO-Game Over.
Bomspotting (klimmen over een afsluiting rond een militair domein) is in de praktijk niet strafbaar omdat dit misdrijf in oorlogstijd strafbaar is met hechtenis. Daarom neemt men aan dat het ook in vredestijd een politiek misdrijf is waarvoor alleen het hof van assisen  bevoegd is. En assisenzaken voor politieke misdrijven zijn uiterst zeldzaam (in de praktijk niet vervolgd). 